# Mstislav Rostropovitsj

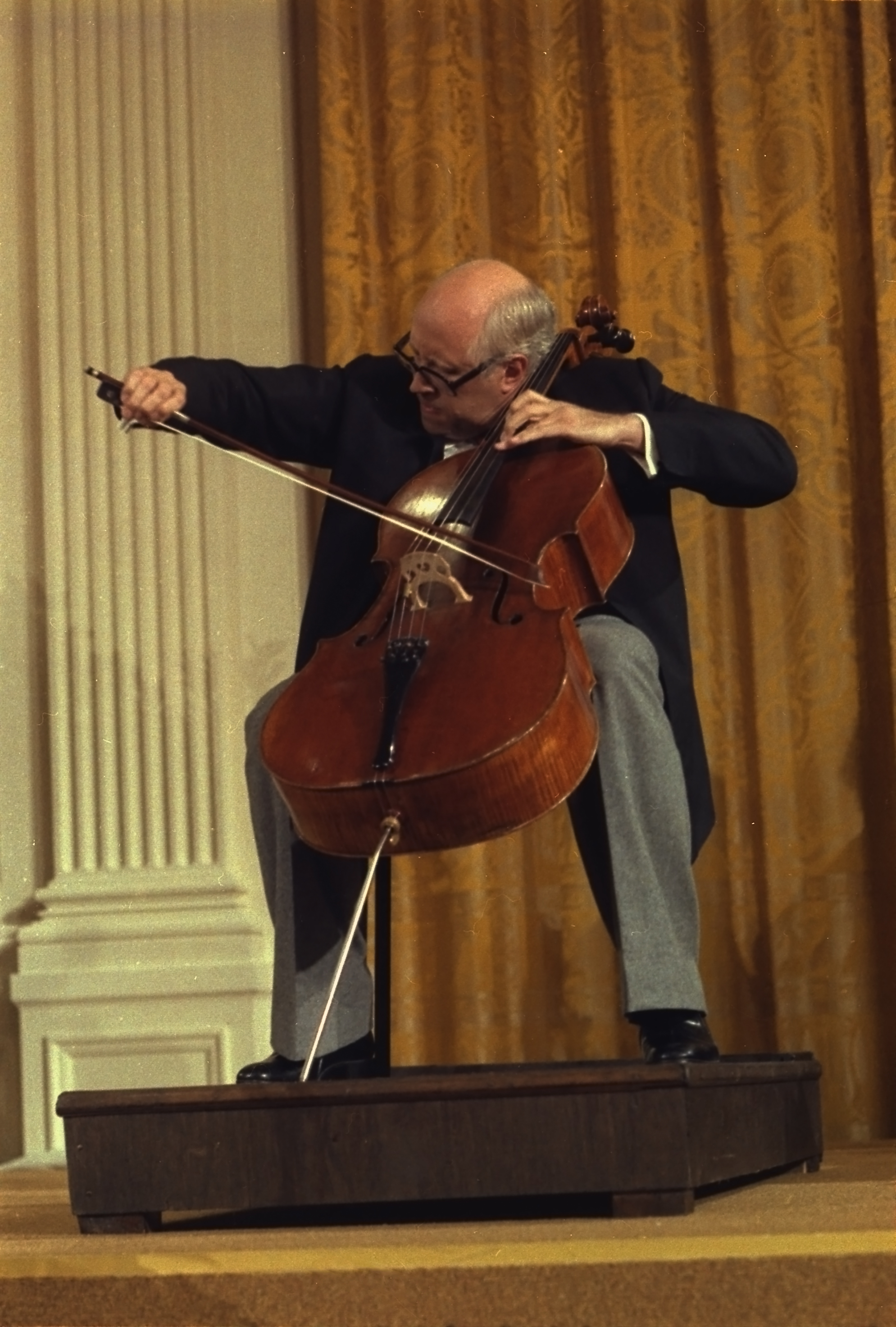
Rostropovitsj tijdens een concert in het Witte Huis in 1978

Mstislav Leopoldovitsj Rostropovitsj (Russisch: Мстисла́в Леопо́льдович Ростропо́вич), bijnaam: "Slava" (Bakoe, 27 maart 1927 - Moskou, 27 april 2007) was een Russische cellist, pianist en dirigent die genaturaliseerd werd tot Amerikaan. Hij geldt voor velen als een van de begaafdste cellisten van na de Tweede Wereldoorlog en speelde ook een belangrijke rol in de oppositie tegen de Sovjetdictatuur.

## Biografie

### Jeugd
Rostropovitsj werd geboren in Bakoe in Azerbeidzjan, dat toen nog een deel was van de Sovjet-Unie. Op vierjarige leeftijd leerde hij de piano te bespelen van zijn moeder, die een getalenteerd pianiste was. Op tienjarige leeftijd begon hij met het bespelen van de cello. Les kreeg hij van zijn vader, die ook cellist was en les had gehad van Pablo Casals.
In 1943 tot 1948 studeerde hij aan het Conservatorium van Moskou, waar hij in 1956 zelf docent cello werd. Hier studeerde hij niet alleen piano en cello, maar ook orkestdirectie en compositie. Hij kreeg les van onder meer Dmitri Sjostakovitsj en Sergej Prokofjev.

### Eerste concerten
Rostropovitsj gaf zijn eerste celloconcert in 1942 met het Philharmonisch Orkest van Moskou. Met zijn virtuoos spel won hij vele eerste prijzen op internationale muziekwedstrijden. In 1950 ontving hij de hoogste onderscheiding op het gebied van muziek in de Sovjet-Unie, de Stalinprijs. Terwijl hij al bekend was in zijn eigen land en actief bezig was met zijn solocarrière, studeerde hij verder aan de conservatoria van Leningrad (nu Sint-Petersburg) en Moskou. In 1955 trouwde hij met Galina Visjnevskaja, sopraanzangeres en prima donna bij het Bolsjojtheater.
Zijn internationale carrière begon in 1964 in het toenmalige West-Duitsland. Vanaf dit jaar ondernam hij verscheidene tournees in West-Europa en ontmoette hij verschillende componisten, onder wie Benjamin Britten. In 1967 dirigeerde hij Tsjaikovski's opera Jevgeni Onegin in het Bolsjoj. Hier ontstond zijn passie voor het dirigeren van opera.

### Ballingschap

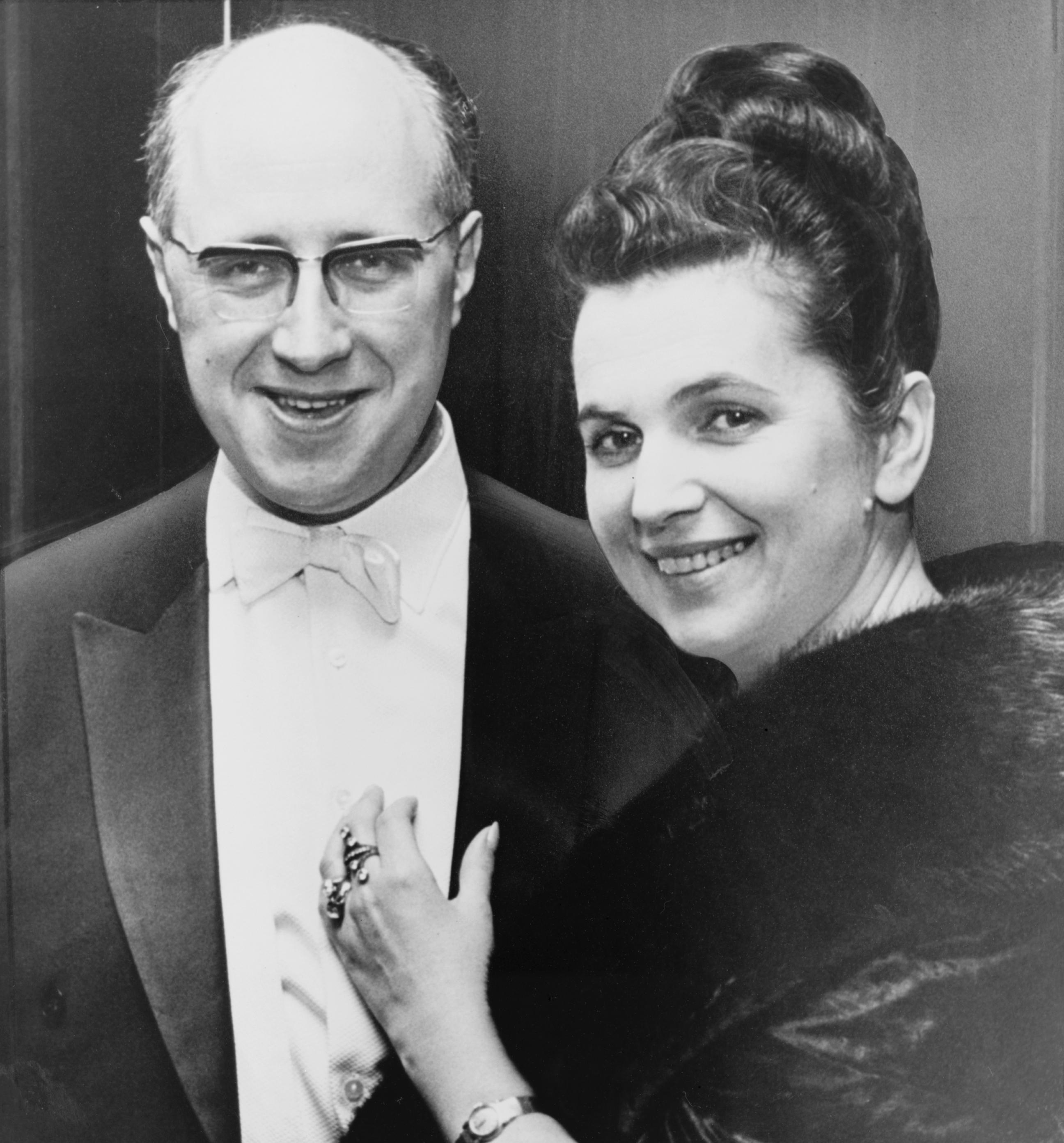
Rostropovitsj en Visjnevskaja

Rostropovitsj en Visjnevskaja vochten voor vrijheid van kunstuiting, meningsuiting en democratische waarden, wat resulteerde in een berisping van het communistische regime in de Sovjet-Unie. Hun vriendschap met Aleksandr Solzjenitsyn en steun aan andere dissidenten leidde aan het begin van de jaren zeventig van de twintigste eeuw ertoe dat zij in ongenade vielen en werden uitgesloten van verscheidene muziekensembles. In 1971 kreeg de cellist een uitreisverbod. Drie jaar later ging hij samen met zijn vrouw in vrijwillige ballingschap naar de Verenigde Staten, waar hij de vrijheid van artistieke expressie, vrijheid van meningsuiting en democratie vond waarvoor hij gestreden had. In 1978 ten slotte werd hem het Russisch staatsburgerschap ontnomen.

### Verdere carrière
Zijn emigratie naar het Westen bracht hem buiten lof ook vele financiële voordelen. Zijn status als cellosolist groeide. Van 1977 tot 1994 was hij muzikaal directeur en dirigent van het National Symphony Orchestra in Washington D.C.. Daarnaast heeft hij vele muzikale festivals op zijn naam staan, waar hij ook zelf speelde met beroemde musici als Svjatoslav Richter en Vladimir Horowitz. "Slava" werd in het westen vrij populair. Hij omhelsde de glamour en kwam veel over de vloer bij staatshoofden en vedetten.
Rostropovitsj' humanitaire betrokkenheid maakte hem tot een 'levende legende'. Zijn onvoorbereide cello-uitvoering tijdens de val van de Berlijnse Muur, die over de gehele wereld te zien was, bracht hem internationale roem. Bij de mislukte staatsgreep van augustus 1991 spoedde hij zich naar Moskou, om ter plaatse zijn steun te betuigen aan zijn vriend Boris Jeltsin. De plechtige ontmanteling, enkele weken later van het standbeeld van de KGB-oprichter Feliks Dzerzjinski begeleidde hij met zijn cellospel. Zijn Russische staatsburgerschap werd hersteld in 1990. Desondanks bleven hij en zijn familie Amerikanen.
Rostropovitsj ontving vele internationale prijzen en eredoctoraten aan de meest prestigieuze internationale universiteiten, zowel voor zijn kunstenaarschap als voor zijn politiek activisme. Daarnaast was hij vanaf 1998 UNESCO Goodwill Ambassadeur en steunde hij vele educatieve en culturele projecten. De Nederlandse Koningin Beatrix eerde hem met de exclusieve Eremedaille voor Kunst en Wetenschap in goud. Rostropovitsj startte een stichting om sociale projecten en activiteiten te stimuleren. Op 4 maart 2002 ging zijn oude huis in Bakoe open als museum.

### Overlijden en begrafenis
Rostropovitsj overleed op 28 april 2007 aan kanker. Er werd op 29 april 2007 een gedenkdienst gehouden in de Moskouse Christus-Verlosserkerk. De patriarch van de Russisch-orthodoxe kerk, Aleksi II, noemde de overledene een "onvermoeibaar activist, een verdediger van de menselijke waardigheid, spirituele vrijheid en liefde voor het moederland". Ook de Russische president Vladimir Poetin was aanwezig tijdens de dienst. Na de dienst werd de kist naar de bij het Novodevitsji-klooster behorende Novodevitsji-begraafplaats overgebracht, waar zijn mentoren Dmitri Sjostakovitsj en Sergej Prokofjev begraven zijn. Op 14 december 2012 werd zijn vrouw Galina naast hem begraven.

## Musicus
Rostropovitsj bespeelde de Duport Stradivarius-cello uit 1711, die beschouwd wordt als een van de beste instrumenten ooit gemaakt. Hij combineerde een fenomenale cellotechniek met een doorleefde interpretatie en een bevlogen temperament. Men rekent hem tot een uitvoerder van de romantische school door zijn weinig slanke toon en zijn uitdagende snelle tempi. Op zijn vierenzestigste waagde hij het de Cellosuites van Johann Sebastian Bach op te nemen in een decor van de romaanse basiliek van Vézelay in Frankrijk. De plaats is al even tijdloos als de suites zelf. Critici merkten toen op dat er "in zijn Bach meer Rostropovitsj dan Bach te horen viel".
Ook als opera- en orkestdirigent was hij temperamentvol. Hij stelde het overbrengen van emotie boven een precieze en partituurgetrouwe interpretatie. Zijn vertolkingen van composities van Sjostakovitsj en Prokofjev droegen het stempel van de authenticiteit door zijn vriendschappen met deze componisten, die diverse werken voor hem geschreven hadden. Aan de piano trad hij vooral op als begeleider van de liedkunst van Visjnevskaja.
Rostropovitsj' talent inspireerde vele composities van talloze componisten zoals Sjostakovitsj, Chatsjatoerjan, Mjaskovski, Prokofjev, Britten, Dutilleux, Bernstein, Penderecki, Kantsjeli, Schnittke, Messiaen en Boulez. Hij hielp Prokofjev mee met het herschrijven van het celloconcert op. 58. Dit resulteerde in het misschien wel krachtigste celloconcert ooit: de Sinfonia Concertante. Daarnaast voltooide Rostropovitsj samen met Dmitri Kabalevski Prokofjevs Celloconcertino. Hij verzorgde de première van vele werken, waaronder Prokofjevs Sinfonia Concertante en Cellosonate en Sjostakovitsj' Eerste en Tweede celloconcert.

## Onderscheidingen
1992: Four Freedoms Award voor vrijheid van meningsuiting
- Bibsys: 1011001
- Biblioteca Nacional de España: XX854741
- Bibliothèque nationale de France: cb138992147 (data)
- Catàleg d'autoritats de noms i títols de Catalunya: 981058612495306706
- CiNii: DA01586048
- Gemeinsame Normdatei: 11879129X
- International Standard Name Identifier: 0000 0001 2023 1138
- Library of Congress Control Number: n81125407
- Nationale Bibliotheek van Letland: 000081819
- MusicBrainz: e2b294b7-f705-4317-a96b-fd94da3719e5
- National Archives and Records Administration: 10569625
- Bibliotheek van het Japanse parlement: 00454760
- Nationale Bibliotheek van Tsjechië: jn20000720255
- Nationale bibliotheek van Australië: 35721054
- Nationale Bibliotheek van Israël: 987007267389705171
- Nationale Bibliotheek van Polen: a0000001618368
- Nationale en Universitaire bibliotheek Zagreb: 000048868
- Nederlandse Thesaurus van Auteursnamen: 070758735
- Réseau des bibliothèques de Suisse occidentale: 02-A000139604
- Istituto Centrale per il Catalogo Unico: LO1V147137
- LIBRIS: 88046
- SNAC: w69s1pvd
- Système universitaire de documentation: 027109917
- Trove: 1057703
- Virtual International Authority File: 29719172
- WorldCat: E39PBJtcDbTdcGv4c7JC3YBQMP